# Властелинът на пръстените (географски понятия)
Списък на географски понятия от измисления свят Средната земя, описан в произведенията на английския писател Джон Роналд Руел Толкин, които са споменати в романа му „Властелинът на пръстените“.
(За пълен списък на всички географски понятия от Средната земя, описани в това и други произведения на Толкин, и в произведения на други автори, базирани на създадените от Толкин описания вижте тук.)
(Списъкът е непълен. Също, някои от географските понятия надали заслужават отделни статии, а само раздели в списъка „Други“.)

## Кралства и големи области
- Арнор
- Гондор
- Мордор
- Рохан
- Рун - област
- Харад

## Области, планини, долини, райони, гори
- Ангмар
- Ветроклин
- Графството
- Исенгард
- Карн Дум – някога там било магьосническото кралство Ангмар
- Зиракзигил
- Ломидол (Ривъндейл)
- Лотлориен
- Мраколес
- Мъгливите планини
- Бундушатур
- Мъртвите блата
- Ородруин (Съдбовният връх)
- Пеленорски поля
- Сивите заливи
- Старата гора
- Шатхур (Бундушатур)
- Тролови бърда
- Ерин Ворн
- Еребор – самотната планина
- Ефел Дуат
- Еред Литуй
- Белите ридове
- Гундабад – връх
- Нурн
- Горгорот
- Фуков край

## Реки
- Андуин
- Брендивин
- Шумноструйка (Бруинен)
- Трънкова вада
- Бруниен - реката която Арвен преминава с ренения Фродо (според филма).
- Гландуин
- Ангрен
- Скрежноблик
- Сир Ниглор
- Нимродел

## Градове и крепости
- Барад-дур
- Брее – Това място е място на изток от Графството където има хобити, но в Брее има най-вече хора.
- Дол Гулдур
- Медуселд
- Минас Моргул
- Минас Тирит – Там живял кралят и наместникът, но това място по точно е била крепостта на Осгилиат. Осгилиат бил превзет от Мордор. После пак е взет от Гондор.
- Мория
- Ортанк
- Осгилиат
- Хобитон (Хобитово)
- Шлемово усое

## Езера и блата
- Ненуиал – Бледоздрач
- Комарова вода
- Дългото езеро
- Нурниен
- Море Рун – поради своите размери е обявено за море но иначе е езеро.